# Grand Prix moto de France 1966
Le Grand Prix moto de France 1966 est la troisième manche du Championnat du monde de vitesse moto 1966. La compétition s'est déroulée du 28 au 29 mai 1966 sur le Circuit de Rouen-les-Essarts. C'est la 34e édition du Grand Prix moto de France et la 12e édition comptant pour le championnat du monde.

## Résultats des 500 cm3
Pas d'épreuve pour la catégorie 500 cm3 lors de ce Grand Prix.

## Résultats des 350cm³
| Pos. | Pilote           | Moto      | Temps             | Points |
| ---- | ---------------- | --------- | ----------------- | ------ |
| 1    | Mike Hailwood    | Honda     | 1 h 15 min 42 s 9 | 8      |
| 2    | Giacomo Agostini | MV Agusta | +19 s 3           | 6      |
| 3    | Jim Redman       | Honda     | +2 min 45 s 6     | 4      |
| 4    | Gilberto Milani  | Aermacchi | +1 tour           | 3      |
| 5    | Renzo Pasolini   | Aermacchi | +1 tour           | 2      |
| 6    | Bruce Beale      | Honda     | +1 tour           | 1      |
| 7    | Malcolm Stanton  | Norton    | +2 tours          |        |
| 8    | Jacques Roca     | Ducati    | +2 tours          |        |
| 9    | Ron Wilson       | Norton    | +2 tours          |        |
| 10   | Gøsta Jensen     | Honda     | +3 tours          |        |
| 11   | ...              | ...       | ...               |        |

## Résultats des 250cm³
| Pos. | Pilote          | Moto        | Temps             | Points |
| ---- | --------------- | ----------- | ----------------- | ------ |
| 1    | Mike Hailwood   | Honda       | 1 h 07 min 51 s 4 | 8      |
| 2    | Jim Redman      | Honda       | +45 s 8           | 6      |
| 3    | Phil Read       | Yamaha      | +1 min 22 s 3     | 4      |
| 4    | Derek Woodman   | MZ          | +1 tour           | 3      |
| 5    | Heinz Rosner    | MZ          | +1 tour           | 2      |
| 6    | Daniel Lhéraud  | Yamaha      | +1 tour           | 1      |
| 7    | Gilberto Milani | Aermacchi   | +2 tours          |        |
| 8    | Claude Vigreux  | Moto Morini | +2 tours          |        |
| 9    | Jacques Roca    | Bultaco     | +2 tours          |        |
| 10   | Renzo Pasolini  | Aermacchi   | +3 tours          |        |
| 11   | ...             | ...         | ...               |        |

## Résultats des 125 cm3
Pas d'épreuve pour la catégorie 125 cm3 lors de ce Grand Prix.

## Résultats des Sidecars
| Pos. | Pilote            | Passager         | Moto | Temps         | Points |
| ---- | ----------------- | ---------------- | ---- | ------------- | ------ |
| 1    | Fritz Scheidegger | John Robinson    | BMW  | 59 min 05 s 5 | 8      |
| 2    | Colin Seeley      | Wally Rawlings   | BMW  | +39 s 6       | 6      |
| 3    | Max Deubel        | Emil Hörner      | BMW  |               | 4      |
| 4    | Georg Auerbacher  | Wolfgang Kalauch | BMW  |               | 3      |
| 5    | Chris Vincent     | Graham Steward   | BMW  |               | 2      |
| 6    | Barry Thompson    | Gerald Wood      | BMW  | +1 tour       | 1      |
| 7    | ...               | ...              | ...  |               |        |